# Баяти, Абд аль-Ваххаб
Абд аль-Ваххаб Баяти (араб. عبد الوهاب البياتي‎;
19 декабря 1926, Багдад — 3 августа 1999, Дамаск, Сирия) — иракский поэт, драматург, переводчик. Один из новаторов арабской поэзии.
Представитель суфийской литературы.

## Биография
Сын торговца. Окончил Багдадский университет, стал учителем в 1950 году, учительствовал (1950—1954). Служил чиновником в Министерстве культуры. Активный участник борьбы иракского народа за национальную независимость. В 1948 году участвовал в восстании против англичан и, после того как восстание было подавлено, жил в Сирии.
В 1980 году стал атташе по культуре в Мадриде. После вторжения Ирака в Кувейт в 1990 году эмигрировал в Иорданию. В 1995 году Саддам Хусейн лишил его иракского гражданства.
Опубликовал сборники стихов «Ангелы и черти» (1950) и «Разбитые кувшины» (1955). За стихи против колониализма и реакционного правительства Нурси Саида подвергался репрессиям. В 1955 году отправился в эмиграцию; в Каире опубликовал сборники «Слава детям и оливам» (1956), «Стихи в изгнании» (1958). В сборниках «Двадцать поэм из Берлина» (1959), «Слова, которые не умрут» (1960) переданы впечатления об СССР и других социалистических странах. Баяти принадлежат поэма «Ленин» (1961) и «Послание Назыму Хикмету» (Бейрут, 1956).
Тема историко-философской пьесы «Суд в Нишапуре» (1963) — трагедия человека, оторванного от родины. Сборник «Пламя и слова» (Бейрут, 1964) содержит стихи о национально-освободительной войне в Алжире.
Перевёл на арабский язык стихи П. Элюара, Л. Арагона и др.
Умер в Дамаске от сердечного приступа.

## Источник
- Баяти, Абд аль-Ваххаб — статья из Большой советской энциклопедии.
- Литературный энциклопедический словарь. — М.: Советская энциклопедия. Под редакцией В. М. Кожевникова, П. А. Николаева. 1987.